# Leichtathletik-Weltmeisterschaften 2017/Teilnehmer (Guyana)
| Gelbes Symbol für Goldmedaillen mit stilisierten Olympischen Ringen | Graues Symbol für Silbermedaillen mit stilisierten Olympischen Ringen | Braundes Symbol für Bronzemedaillen mit stilisierten Olympischen Ringen |
| ------------------------------------------------------------------- | --------------------------------------------------------------------- | ----------------------------------------------------------------------- |
| —                                                                   | —                                                                     | —                                                                       |

Von Guyana wurden zwei Athleten für die Leichtathletik-Weltmeisterschaften 2017 in London nominiert.

## Ergebnisse

### Männer

#### Laufdisziplinen
| Athlet         | Disziplin | Vorlauf | Vorlauf | Halbfinale         | Halbfinale         | Finale             | Finale             |
| Athlet         | Disziplin | Zeit    | Platz   | Zeit               | Platz              | Zeit               | Platz              |
| -------------- | --------- | ------- | ------- | ------------------ | ------------------ | ------------------ | ------------------ |
| Winston George | 200 m     | 20,61 s | 28      | 20,74 s            | 22                 | nicht qualifiziert | nicht qualifiziert |
| Winston George | 400 m     | 46,02 s | 35      | nicht qualifiziert | nicht qualifiziert | nicht qualifiziert | nicht qualifiziert |

#### Sprung/Wurf
| Athlet     | Disziplin  | Qualifikation | Qualifikation | Finale             | Finale             |
| Athlet     | Disziplin  | Weite/Höhe    | Platz         | Weite/Höhe         | Platz              |
| ---------- | ---------- | ------------- | ------------- | ------------------ | ------------------ |
| Troy Doris | Dreisprung | 16,42 m       | 22            | nicht qualifiziert | nicht qualifiziert |